# Lijst van burgemeesters van Leens
Dit is een lijst van burgemeesters van de voormalige Nederlandse gemeente Leens in de provincie Groningen. Per 1 januari 1990 werden de gemeenten Eenrum, Kloosterburen, Leens en Ulrum samengevoegd tot de nieuwe gemeente De Marne.
| Ambtsperiode | Foto | Naam burgemeester                                 | Partij of stroming | Bijzonderheden                                                                           |
| ------------ | ---- | ------------------------------------------------- | ------------------ | ---------------------------------------------------------------------------------------- |
| 1811 - 1829  |      | Jan van Julsingha                                 |                    |                                                                                          |
| 1829 - 1839  |      | jhr.mr. Edzard Tjarda van Starkenborgh Stachouwer |                    |                                                                                          |
| 1839 - 1850  |      | Jan van Julsingha                                 |                    | voor de tweede maal                                                                      |
| 1850 - 1851  |      | mr. Pieter Brongers                               |                    | tevens burgemeester van Eenrum                                                           |
| 1851 - 1870  |      | mr. Wolther Wolthers                              |                    | was burgemeester van Kloosterburen, tevens burgemeester van Ulrum; ovl. 21 augustus 1870 |
| 1870 - 1912  |      | Pieter Abraham de Rochefort                       |                    | was burgemeester van Ezinge                                                              |
| 1912 - 1934  |      | Ype Wiersum                                       |                    |                                                                                          |
| 1935 - 1942  |      | Jan Nicolaas Spoelstra                            | ARP                | tijdens W.O. II ontslagen                                                                |
| 1942 - 1945  |      | Jakob Jan Pesman                                  | NSB                |                                                                                          |
| 1945 - 1947  |      | Jan Nicolaas Spoelstra                            | ARP                | werd burgemeester van Bedum                                                              |
| 1947 - 1951  |      | Egbert P. van Iperen                              |                    | ovl. 2 mei 1951                                                                          |
| 1951 - 1962  |      | Jos C. Lindeboom                                  | ARP                | werd burgemeester van Bedum                                                              |
| 1962 - 1963  |      | Ruurd (R.) Faber                                  | ARP                | waarnemend burgemeester, tevens burgemeester van Ulrum                                   |
| 1963 - 1981  |      | Wouter Henderikus (Wout) Ausma                    | ARP / CDA          | werd burgemeester van Hattem                                                             |
| 1982 - 1988  |      | Michel Robert (Rob) van der Heijden               | VVD                | werd burgemeester van Zandvoort                                                          |
| 1988 - 1989  |      | P.T. (Nel) Siertsema-Smid                         | VVD                | waarnemend burgemeester                                                                  |